# Marco Zorzanello
Marco Zorzanello est un photographe documentaire et photojournaliste italien, né en décembre 1979 à Vicence en Italie.
Il est lauréat du Prix photo de la Fondation Yves Rocher en 2018 et du Prix 6Mois du photojournalisme en 2020.

## Biographie
Marco Zorzanello est né en décembre 1979 à Vicence en Italie.
Il est diplômé de la Faculté des sciences humaines de l’Université Ca’ Foscari de Venise, et se spécialise en photographie de reportage à la John Kaverdash Academy of Photography de Milan.
Photographe d’architecture, il a collaboré avec les magazines Domus, Casabella et The Plan. À partir de 2015, il réalise un reportage au long cours sur le tourisme à l’époque du changement climatique « Snow Land » qui est récompensé en 2018 par le Prix photo de la Fondation Yves Rocher au festival Visa pour l’image.
Ses reportages sont publiés par de nombreux journaux et magazines parmi lesquels Le Monde, National Geographic, Time Magazine, The New York Times, Courrier International, Geo et 6Mois, etc.

## Expositions, projections
Liste non exhaustive
- 2017 : « Snow Land », Visa pour l’image, Perpignan[1]
- 2019 : « Souvenir des icebergs et tourisme en Mer Morte », Festival photo La Gacilly[9]
- 2019 : « Souvenir des icebergs et tourisme en Mer Morte », Visa pour l’Image, Perpignan

## Prix et récompenses
- 2018 : Prix Photo Fondation Yves Rocher pour son projet de reportage sur le tourisme à l’ère du changement climatique[1]
- 2020 : Prix 6Mois du photojournalisme[8]